# Flora Anglica
Flora Anglica, (abreviado como Fl. Angl. (Hudson)), é um livro com ilustrações e descrições botânicas que foi escrito pelo farmacêutico e botânico inglês William Hudson e publicado em Londres no ano de 1762 com o nome de Flora Anglica; exhibens Plantas per Regnum Angliae Sponte Crescentes, Distributas Secundum Systema Sexuale: cum Differentiis Specierum, Synonymis Auctorum, Nominibus Incolarum, Solo Locorum, Tempore Florendi, Officinalibus Pharmacopoerum.